# RT en français
Pour les articles homonymes, voir RT.
RT France (ou RT en français), lancée en 2017 et interdite de diffusion en 2022 dans l'Union européenne, est la branche francophone de la chaîne internationale russe d'information en continu RT, créée en 2005 et financée par l'État russe.
La chaîne, à l'instar de sa maison-mère, est considérée par plusieurs personnalités politiques et spécialistes comme un organe de propagande du Kremlin. RT France était ainsi interdite d'accès au palais de l'Élysée en 2018.
À la suite de l'invasion de l'Ukraine par la Russie de 2022, la Commission européenne annonce la suspension des médias d'État russes RT et Sputnik dans l'Union européenne, qui prend effet dans la journée du 2 mars 2022. Le compte bancaire de la chaîne est bloqué et la chaîne annonce sa fermeture en janvier 2023.

## Présentation

### Historique
En 2005, La Russie crée et finance RT (Russia Today, abrégée en RT à partir de 2009) et Rossia Segodnia (2013). Bien que la traduction de Rossia Segodnia en anglais soit Russia Today, la direction de RT affirme qu'il n'y a aucun lien entre les deux réseaux. L'Europe et l'Amérique du Nord sont les deux cibles principales de ces programmes qui transmettent une critique globale des démocraties libérales résumée dans le slogan de RT « Question more » (« Questionner davantage ») et adaptée selon les sensibilités nationales des audiences.
En France, ces canaux d'informations russes créent des chaînes en français : après l'éphémère ProRussia (2012-2014), Sputnik, dépendant de Rossia Segodnia, entre en activité en 2014. RT France, créée en 2017, est donc une deuxième chaîne d'information russe en français. Le contexte politique est particulier, puisque si l'information russe de Sputnik et de RT trouve un certain écho dans les milieux conservateurs et nationalistes, elle est généralement dénoncée comme un outil de soft power du pouvoir russe,.
Fin septembre 2020, plus de la moitié des journalistes reporters d'images de RT France sont évincés de l'équipe après le départ de David Bobin, l'ancien chef de l'information de la chaîne. La direction signifie aux cinq journalistes concernés que leur CDD ne sera pas renouvelé par le biais d'un mail.
Lors de l'invasion de l'Ukraine par la Russie de 2022, le président Emmanuel Macron estime nécessaire une « protection » contre les « relais de propagande russes sur le sol européen » et le sommet de l'exécutif français réfléchit à d'« éventuelles sanctions ou suspensions », notamment contre RT France, même si la décision finale devra être prise par l'Autorité de régulation de la communication audiovisuelle et numérique (Arcom). Cette dernière est saisie par le sénateur Laurent Lafon, qui réclame la suspension immédiate de la chaîne. Il est soutenu dans sa démarche par plusieurs parlementaires,. L'animateur Frédéric Taddeï, qui animait depuis 2018 Interdit d'interdire, déclare démissionner par « loyauté envers la France ».

### Comité d'éthique
Dans la perspective du développement de ses activités en France, le CSA fait savoir, par la voix de son président Olivier Schrameck, qu'il observerait « constamment » les programmes de RT et agirait avec « promptitude » en cas d'« anomalies ». Le CSA signe ainsi en 2015 avec RT une convention qui impose à la chaîne RT France des engagements renforcés en matière « d'honnêteté et d'indépendance de l'information ». Dans le cadre de ce conventionnement, RT créé le comité d'éthique requis par le CSA. Sont membres de celui-ci le député Thierry Mariani, connu pour sa russophilie, le journaliste Jacques-Marie Bourget, (démissionnaire en août 2020) l'ancien président de Radio France (2009-2014) Jean-Luc Hees, Anne Gazeau-Secret, ancienne diplomate et Majed Nehmé, rédacteur en chef d'Afrique Asie. Initialement pressentis pour ce comité, l'historienne Hélène Carrère d'Encausse et l'économiste Jacques Sapir n'y siègent finalement pas. Thierry Mariani démissionne fin 2018.
En novembre 2018, le comité d'éthique s'est réuni deux fois depuis sa création.

### Émissions
La chaîne commence à émettre en France le 18 décembre 2017. Elle a engagé pour son lancement une cinquantaine de journalistes, dont de nombreux journalistes français, et compte à terme employer cent cinquante personnes. Sa directrice est Xenia Fedorova.
En septembre 2018, un nouveau programme Interdit d'interdire avec le premier présentateur-vedette de RT France Frédéric Taddeï est lancé. Il affirme alors que c'est « la seule chaîne » de télévision à lui « donner carte blanche dans [...] un paysage télévisuel sinistré, où les intellectuels, les chercheurs, les savants, les contestataires n'ont plus la parole et où les vrais débats ont totalement disparu ».
En février 2020, RT recrute Alain Juillet, ancien patron du Renseignement à la DGSE, pour animer deux fois par mois une émission de géopolitique.

### Présentateurs
- Stéphanie de Muru (ex-BFM TV)[23]
- Frédéric Taddeï (ex-France 2)[24]
- Samantha Ramsamy[25]
- Nadège Abderrazak (ex-Angers Télé)[26]
- Magali Forestier[3]
- Katia Pecnik
- Sophie Normand-Couturier
- Xavier Moreau
- Amira Bendjaballah
- Estelle Farge
- Olivier Delamarche (ex-BFM Business)

### Audiences
Fin 2018, les chiffres d'audience de la chaîne augmentent fortement, notamment sur Internet, dans le contexte du mouvement des Gilets jaunes. Selon des chiffres fournis par RT France au quotidien Libération, la chaîne aurait totalisé 22 millions de vues sur Facebook entre le 17 novembre et le 16 décembre, soit une augmentation de 283 % sur un an. D'après le quotidien algérien L'Expression, RT France a réalisé sa meilleure audience historique le 8 janvier 2019, avec 763 000 visiteurs uniques. Ces audiences en hausse s'expliquent par plusieurs facteurs sur lesquels la chaîne a réussi à capitaliser, comme l'instrumentalisation de la colère populaire.
En mars, une étude de l'ONG Avaaz confirme la forte augmentation de l'audience depuis la crise des Gilets jaunes. Le média en ligne s'est ainsi hissé en tête des médias français sur la plateforme vidéo YouTube et ses reportages mis en ligne ont été vus 23 millions de fois, ce qui constituerait près du double de l'audience cumulée de quatre médias comme Le Monde, Le Figaro, L'Obs et Le HuffPost sur le même sujet. Depuis l'automne 2018, l'audience du site a quasiment doublé, dépassant celle de la chaîne d'info CNews et concurrençant BFM TV.
S'indignant qu'« Aujourd'hui, sur YouTube, la chaîne qui a le plus de visibilité ce n'est pas BFM [...] c'est RT », Cédric O, secrétaire d'État chargé du Numérique, souhaite créer un « Conseil de l'ordre des journalistes » qui pourra « retirer l'agrément de tel ou tel canard, mettre des avertissements » afin de lutter contre le média russe, qui fragilise volontairement la démocratie « pour aboutir à l'arrivée au pouvoir de tel ou tel parti politique ». Face à la polémique, il revient sur sa proposition deux jours plus tard.

### Interdiction d'antenne et blocage des contenus (2022)
Le 27 février 2022, à la suite de l'invasion de l'Ukraine par la Russie, la présidente de la Commission européenne Ursula von der Leyen annonce l'interdiction des médias Russia Today et Sputnik dans l'Union européenne.
Le 1er mars, le Conseil de l'Union européenne accuse la Russie de mener des « actions de propagande continues et concertées […] faussant et manipulant gravement les faits » et ayant utilisé comme canaux de diffusion les médias qu'elle finance. Par conséquent, le Conseil de l'UE décide d'interdire à tous les opérateurs (fournisseurs de service internet, télé par câble, satellite, etc.) de diffuser le contenu de ces médias. La décision porte sur les chaînes Russia Today English, Russia Today UK, Russia Today Germany, Russia Today France, Russia Today Spanish et Sputnik. Ces mesures devraient être maintenues « jusqu'à ce que l'agression contre l'Ukraine prenne fin et jusqu'à ce que la fédération de Russie et ses médias associés cessent de mener des actions de propagande contre l'Union et ses États membres ». La légalité et l'opportunité de la décision fait débat entre juristes et est contestée par diverses organisations professionnelles, dont la Fédération européenne des journalistes.
La décision est annoncée en France par le Commissaire Thierry Breton et immédiatement mise en œuvre par l'opérateur de satellite Eutelsat. Le même jour, Facebook et YouTube bloquent les contenus de RT France ainsi que ceux du site Sputnik France pour la zone Europe. Telegram, puis Twitter font de même le 3 mars.
À partir du 3 mars, les opérateurs français (Orange, SFR, Bouygues Telecom et Free) bloquent l'affichage du site web de RT France, aussi bien pour les connexions fixes que mobiles. L'interdiction de diffusion de la chaîne est publiée au Journal officiel de l'Union européenne, et les États membres ont la charge de la faire respecter. L'Arcom annonce que cette décision du conseil de l'UE a pour effet de « suspendre la convention et la distribution de RT France », ce qui stoppe la diffusion par les applications MyCanal et Molotov. Tandis que RT France déclare employer 176 salariés dont 100 journalistes dans ses bureaux de Boulogne-Billancourt, des syndicats lancent un débat sur la légitimité de l'interdiction du média,. La fédération nationale du syndicat de journaliste SNJ, ainsi que le SNJ-CGT, regrettent un « acte de censure qui réduit le pluralisme ».
Le 27 juillet 2022, la Cour de justice de l'Union européenne rejette le recours que RT France avait engagé pour contester son interdiction de diffusion. La cour estime que la suspension du média ne remet pas en cause la liberté d'expression « en tant que telle ». La chaine annonce faire appel.

### Blocage financier et fermeture (2023)
Le 18 janvier 2023, la présidente et directrice de l'information de RT France Xenia Fedorova annonce qu'en application du neuvième paquet de sanctions européennes décidé en décembre, le compte bancaire de la chaîne est bloqué à la demande de la direction générale du Trésor. Le 21 janvier, elle annonce la fermeture de la branche française de la chaîne.
Moscou réagit en menaçant de sanctionner les médias français en Russie, accusant la France de « terroriser les journalistes russes »,.
RT pourrait se tourner vers l'Afrique francophone en créant « RT Afrique »,.

## Controverses

### Accusations de propagande russe et mise en cause de la fiabilité
En 2017, le président de la République française, Emmanuel Macron, remet en question la fiabilité de l'information diffusée sur la chaîne, qualifiant RT France d'« organe de propagande » du Kremlin au même titre que Sputnik. Plusieurs médias et politiques français émettent les mêmes critiques envers RT France comme RT qu'ils accusent de mener une guerre d'influence en choisissant une ligne éditoriale visant à susciter l'indignation.

#### Analyse de la ligne éditoriale et conséquences
En 2017, le chercheur en science politique Maxime Audinet évoque la fiabilité de ce média en déclarant : « Il n'est aujourd'hui pas du tout évident de débusquer des fakes [sic] news, ou du moins des tentatives grossières de désinformation sur les sites de RT, par exemple. Ils ont certes un passé conspirationniste, mais il me paraît nettement plus intéressant d'observer la nature de leur ligne éditoriale, très sélective et conforme à la vision du monde qui domine à Moscou ».
Dans son ouvrage publiée en 2021, Russia Today (RT), Un média d'influence au service de l'Etat Russe, Maxime Audinet, analyse que « RT conçoit en définitive son terrain d'action, l'espace informationnel, comme un environnement international foncièrement compétitif et conflictuel : ses acteurs rivalisent pour influencer l'opinion et faire primer leurs « récits stratégiques », dans le cadre d'un jeu à somme nulle. Le réseau est aussi devenu le vecteur privilégié d'une orientation négative du soft power russe, qui cherche à déprécier la puissance d'attraction de son rival plutôt qu'à augmenter celle de la Russie ».

#### Mise en demeure du CSA
Le 28 juin 2018, RT France est avertie par le Conseil supérieur de l'audiovisuel (CSA) pour des « manquements à l'honnêteté, à la rigueur de l'information et à la diversité des points de vue » dans un sujet sur la Syrie. Dans un sujet diffusé le 13 avril, « contestant la réalité des attaques à l'arme chimique dans la région syrienne de la Ghouta orientale », le CSA a notamment observé « que la traduction orale des propos tenus par un témoin syrien ne correspondait en rien à ce qu'il exprimait à l'antenne », pour justifier cette mise en demeure, décision préalable à une éventuelle sanction,,. Selon le CSA et RT, cette traduction française se rapportait en fait à une autre version plus longue de la vidéo, non diffusée. La chaîne plaide « l'erreur purement technique », et conteste également le déséquilibre des points de vue. Par ailleurs, RT France avait substitué au pronom « ils », employé par un interviewé, les mots « Jaych al Islam », ce qui avait pour effet d'attribuer à ce groupe armé des simulations d'attaques à l'arme chimique, alors qu'une telle attribution ne ressortait pas des propos réellement tenus. RT France annonce une semaine plus tard son intention de saisir le Conseil d'État pour casser la décision du CSA, et fait publier un droit de réponse par l'agence Reuters. Le 22 novembre 2019, le Conseil d'État valide en tous points la décision du CSA. Le chercheur et directeur de l'Institut de recherche stratégique de l'École militaire Jean-Baptiste Jeangène Vilmer est poursuivi en diffamation par la chaîne pour avoir évoqué sur Twitter en 2018 une « manipulation de l'information » et des « falsifications par RT et Sputnik, citant en exemple le reportage sur la Syrie objet d'une mise en demeure du CSA ; il est finalement relaxé.
En 2021, Maxime Audinet, chercheur à l'Institut de recherche stratégique de l'École militaire, décrit RT comme un outil d'influence en négatif, qui cherche d'abord à discréditer les modèles différents du modèle russe avant de proposer le sien. C'est par exemple le cas de vaccins contre le COVID autres que Spoutnik V. RT varie ses narratifs en fonction du public visé : par exemple, RT France, RT UK, RT Deutsch ne diffusent pas forcément la même chose que RT Russie. C'est le cas notamment concernant les vaccins : en France, RT surmédiatise les antivax, tandis qu'en Russie, RT joue en faveur de la vaccination. Alors que près d'un russe sur deux refuse la vaccination contre la Covid-19, les chaînes Telegram des antivax russes relaient des articles de RT France. En France, les sites de « réinformation » sont un relais important des articles de RT.
Selon Le Monde, lors de l'invasion de l'Ukraine par la Russie de 2022, sur RT France, « nombre d'invités relaient la propagande du Kremlin », reprenant notamment les mots de Vladimir Poutine qui qualifie l'invasion d'« opération de démilitarisation et de dénazification de l'Ukraine ». D'après Le Monde, les journalistes tentent de conserver une sorte de neutralité, relayant notamment les condamnations de l'invasion, tout en évitant d'utiliser les mots « guerre » ou « invasion ». Le chercheur Maxime Audinet estime complexe pour la chaîne de répondre à la fois aux exigences de l'Arcom et celles de l'État russe, qui veut faire « avancer son récit ». D'après L'Obs, la chaîne fait preuve d'une « propagande habile », diffusant largement la « rhétorique du Kremlin », tout en donnant une place à des « voix discordantes ».

### Refus d'accréditation de la part de l'Élysée et de LREM
Le 12 juillet 2018, le Syndicat national des journalistes (SNJ), premier syndicat des journalistes de France, dénonce, dans un communiqué, les obstacles mis en place par l'Élysée contre les journalistes de RT France, citant plusieurs cas de refus injustifiés d'accréditation. Le SNJ évoque « un parfum de censure d'État » et dénonce une « guerre puérile menée par l'Élysée contre l'antenne française de la chaîne de télévision russe Russia Today, montrée régulièrement du doigt au plus haut niveau de l'État, comme supposé outil de propagande et de désinformation. »
Le 17 octobre 2018, au cours d'un entretien avec Puremédias, le porte-parole du Gouvernement, Benjamin Griveaux, réitère son refus d'ouvrir sa salle de presse à RT France et au site russe Sputnik, déclarant : « Ce ne sont pas des organes de presse. C'est de la propagande financée par un État étranger. »
En novembre 2018, RT France est de nouveau accréditée et peut assister à certaines conférences de presse du palais présidentiel. Mais en février 2019, LREM refuse de l'accréditer pour couvrir sa campagne des européennes, estimant que la chaîne et Sputnik « ne doivent pas être assimilés à des médias, qui vérifient ou recoupent l'information ».
En janvier 2019, Benjamin Griveaux déclare : « Russia Today, ce n'est pas du journalisme, c'est un outil de propagande qui est financé par un État étranger, qui est la Russie. Moi, je ne leur ai pas donné accès à la salle de presse de l'Élysée… Une chaîne comme Russia Today en français, qui conteste le fait que par exemple en Syrie, on ait pu gazer des enfants avec des armes chimiques, c'est la seule chaîne à l'avoir contesté. Elle n'a pas sa place à la salle de presse de l'Élysée. C'est clair et net ». RT France attaque le porte-parole en diffamation mais perd le procès le 13 mai 2020. Le même jour, la chaîne perd un autre procès en diffamation contre Charlie Hebdo. Le journal satirique avait comparé l'émission Interdit d'interdire de Frédéric Taddeï au journal de propagande nazi Signal, qui était publié dans les pays occupés par l'armée allemande pendant la Seconde Guerre mondiale.